# Agriotes mancus
Agriotes mancus är en skalbaggsart som först beskrevs av Thomas Say.  Agriotes mancus ingår i släktet Agriotes och familjen knäppare. Inga underarter finns listade i Catalogue of Life.